# Webb Pierce

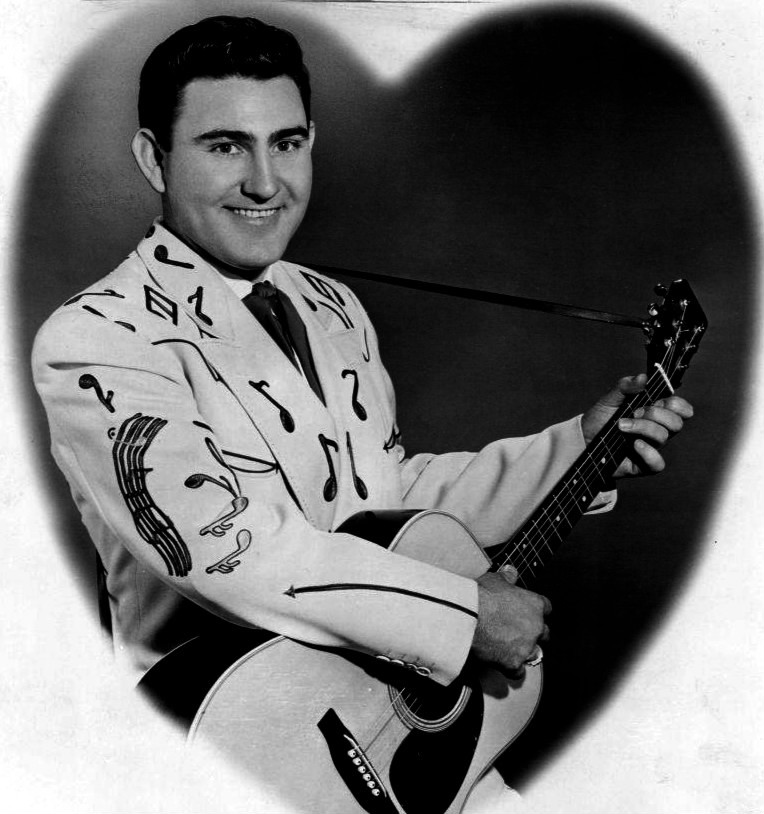
Webb Pierce

Webb Pierce (* 8. August 1921 in West Monroe, Louisiana; † 24. Februar 1991) war ein US-amerikanischer Country-Musiker.

## Leben

### Anfänge
Webb Pierce trat bereits im Alter von 15 Jahren als Sänger in einer lokalen Radiostation auf. Nach einer dreijährigen Armee-Zeit, in der er auch heiratete, zog er 1944 nach Shreveport. Hier fand er eine Anstellung als Schuhverkäufer bei Sears, Roebuck. Abends trat er gemeinsam mit seiner Frau in der örtlichen Clubszene auf.
In Shreveport hatte der überregionale Radiosender KWKH kurz zuvor die Country-Musik-Show Louisiana Hayride ins Leben gerufen. 1949 erhielt Pierce, mittlerweile geschieden, erstmals die Gelegenheit zu einem Auftritt. In diesen Jahren nahm er für das kleine Four Star Label einige Schallplatten auf. Er gründete eine Band, bei der (die zu dieser Zeit noch völlig unbekannten) Floyd Cramer und Faron Young mitwirkten. Bald war Pierce zu einem wichtigen Zugpferd der Louisiana Hayride Show geworden. Gemeinsam mit deren Manager gründete er ein eigenes Label, für das er auch einige Platten einspielte.

### Karriere
1951 wechselte er zum Decca Label. Bereits seine erste Single, Wondering, erreichte Platz eins der Country-Charts. Er zog nach Nashville und hatte ein Jahr später mit That Heart Belongs To Me seinen nächsten Top-Hit. Im gleichen Jahr trat er erstmals in der Grand Ole Opry auf. Nach weiteren Plattenerfolgen rückte der Sänger mit der hohen, nasalen Stimmlage in die erste Reihe der Honky Tonk-Stars auf. Nach Hank Williams’ Tod 1953 wurde er für einige Jahre zum bestverkaufenden Interpreten der Country-Musik.
Gemeinsam mit dem Manager der Grand Ole Opry, Jim Denny, gründete er den Musikverlag Cedarwood Music und beteiligte sich an Radiostationen. Als Geschäftsmann war er ebenso erfolgreich wie als Musiker. 1955 verließ er die Grand Ole Opry. Die regelmäßigen Auftritte waren zur lästigen Pflicht geworden. Pierce machte sich auch als Innovator einen Namen. Als erster großer Star setzte er 1954 bei seinem Hit Slowly eine Pedal-Steel-Gitarre ein, die bald darauf zu einem unverkennbaren Markenzeichen der Country-Musik werden sollte. 1955 konnte er mit Why Baby Why, das er im Duett mit Red Sovine sang, erneut einen großen Hit verbuchen. Der Song war der meistverkaufte Country-Song des Jahres.

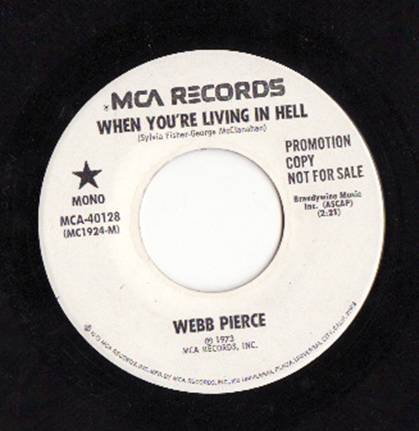
When You're Living in Hell, 1973

Die Verkaufszahlen seiner Schallplatten ließen langsam nach. 1956 versuchte er sich mit Teenage Boogie als Rockabilly-Sänger. Der Titel, der mit Jimmy Lee Fautheree an der Gitarre aufgenommen wurde, gilt heute als Klassiker der Rockabilly-Musik und erreichte Platz 10 der Country-Charts. In den sechziger Jahren wechselte er vom Honky-Tonk- zum Nashville-Sound. Obwohl die vorderen Plätze der Country-Charts nicht mehr erreicht werden konnten, blieb Webb Pierce weiterhin im Geschäft. 1975 verließ er DECCA und unterschrieb beim Plantation-Label. Seinen letzten Hit hatte er 1982 mit dem im Duett mit Willie Nelson gesungenen In The Jailhouse Now. Es war seine neunundsechzigste Hitparadenplatzierung.

### Country-Star
Nachdem Pierce in den sechziger Jahren von jüngeren Musikern zunehmend an den Rand gedrängt wurde, demonstrierte er den ihm seiner Meinung nach gebührenden Status als Superstar durch einen exzessiven Lebensstil. Zwei mit Silberdollars besetzte Luxuswagen und ein riesiger Swimmingpool in Gitarrenform waren auffälligste Attribute. Zum Ärger seiner Nachbarn pilgerten täglich hunderte von Fans zu seinem Anwesen, um die Insignien des Starruhms persönlich in Augenschein zu nehmen.
Auch in der Country-Szene traf sein protziger Lebensstil nicht überall auf Gegenliebe. Die hochverdiente Aufnahme in die Country Music Hall of Fame blieb ihm zu Lebzeiten versagt. Nach persönlichem Einsatz einiger Stars, allen voran Gail Davies, erhielt er 2001 posthum diese höchste Auszeichnung der Country-Musik.
Webb Pierce, einer der erfolgreichsten Country-Musiker aller Zeiten und bedeutender Vertreter der Honky-Tonk-Stilrichtung, erlag 1991 einem Krebsleiden.

## Diskografie (Alben)
- 1954 – More and More
- 1955 – Webb Pierce
- 1956 – The Wondering Boy
- 1957 – Just Imagination
- 1958 – Sing For You
- 1959 – Bound For Kingdom
- 1959 – The One And Only Webb Pierce
- 1960 – Walking The Streets
- 1960 – Webb With A Beat!
- 1961 – Fallen Angle
- 1962 – Cross Country
- 1962 – Hideaway Heart
- 1963 – Bow They Head
- 1963 – I've Got A New Heart Ache
- 1964 – Sands Of Gold
- 1965 – Country Music Time
- 1965 – Memory Number One
- 1966 – Bugle Call From Heaven
- 1966 – Sweet Memories
- 1966 – Webb's Choice
- 1967 – Where'd Ya Stay Last Night?
- 1968 – Country Songs
- 1968 – Fool, Fool, Fool
- 1969 – Saturday Night
- 1969 – Webb Pierce Sings This Thing
- 1970 – Country Favorites
- 1970 – Love Ain't Never Go Better
- 1970 – Merry-Go-Round World
- 1971 – Webb Pierce Road Show
- 1973 – I'm Gonna Be A Swinger
- 1977 – Faith, Hope And Love
- 1982 – In The Jailhouse Now